# Miombohyliota
Miombohyliota (Hyliota australis) är en fågel i familjen hyliotor inom ordningen tättingar.

## Kännetecken

### Utseende
Miombohyliota en medelstor (11–12 cm) sångarliknande fågel med mörk rygg och brett vitt vingband. Den liknar gulbukig hyliota men har matt svart ovansida, ej glansig, ljusare gul undersida och vitt på vingarna begränsat till täckarna, ej på armpennor och tertialer. Honan är blekare och mer färglös, med varmbrun snarare än gråbrun ovansida som hos hona gulbukig hyliota.

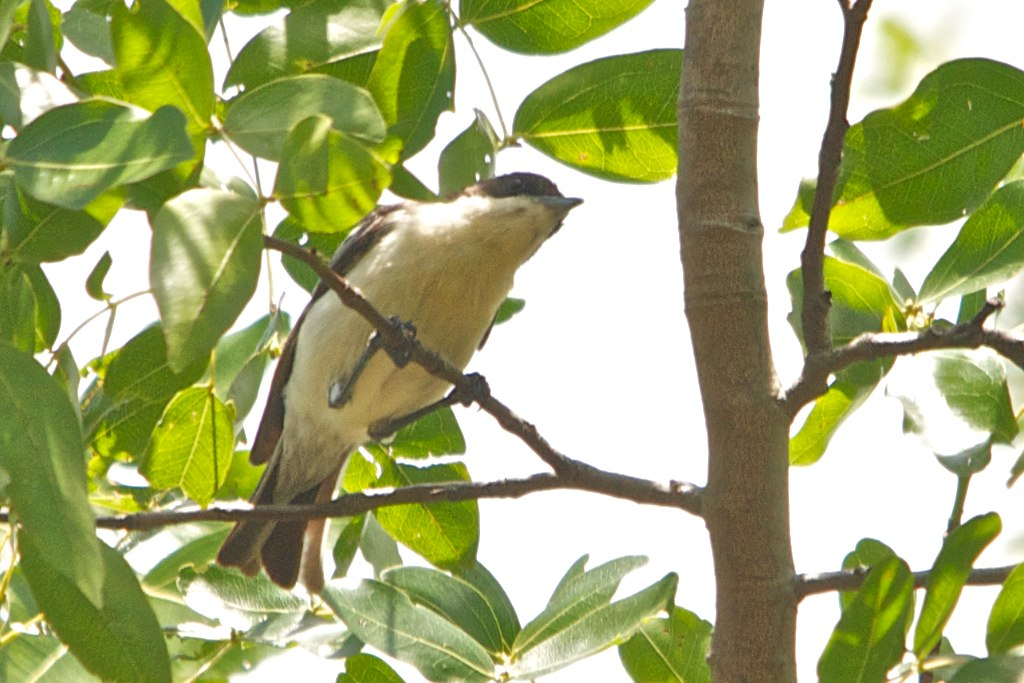

### Läten
Sången består av ett snabbt och rytmiskt kvitter uppbrutet av korta pauser, medan lätet är ett kort "tsik".

## Utbredning och systematik
Miombohyliota delas in i tre underarter med följande utbredning:
- Hyliota australis slatini – västra Kamerun och nordöstra Kongo-Kinshasa till västra Uganda och västra Kenya
- Hyliota australis inornata – Angola till södra Kongo-Kinshasa (Katanga), Zambia, Malawi och norra Moçambique
- Hyliota australis australis – Zimbabwe och Moçambique

Underarten slatini utgör möjligen en egen art. Vissa inkluderar även usambarahyliota (Hyliota usambara) i miombohyliota.

### Familjetillhörighet
Fram tills nyligen ansågs hylioterna vara en del av familjen sångare (Sylviidae), nu uppdelad i ett antal familjer i överfamiljen Sylvioidea. DNA-studier visar dock att de inte är särskilt nära släkt med dessa, utan är systergrupp till mesar och pungmesar. Numera placeras de i den egna familjen Hyliotidae.

## Levnadssätt
Miombohyliotan hittas i den afrikanska skogstypen miombo samt liknande lövskog. Den livnär sig av insekter som den födosöker efter i toppen av höga träd, enstaka, i par eller i familjegrupper. Fågeln häckar i juli–augusti i Zambia, oktober i Malawi och mellan augusti och januari i Zimbabwe. Arten är mestadels stannfågel.

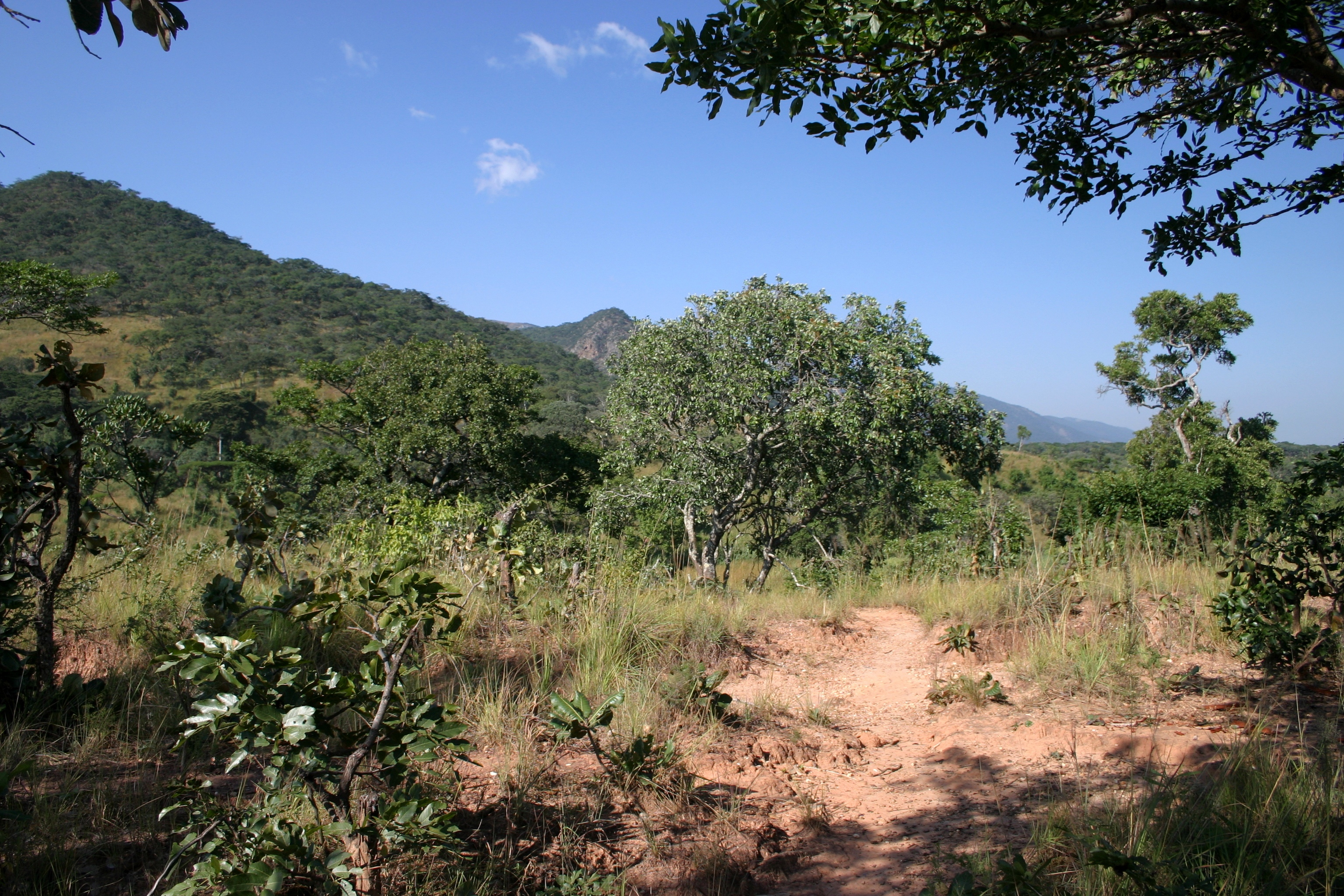
Fågeln är uppkallad efter skogstypen miombo där den förekommer.

## Status och hot
Arten har ett stort utbredningsområde och en stor population, men tros minska i antal på grund av habitatförstörelse, dock inte tillräckligt kraftigt för att den ska betraktas som hotad. Internationella naturvårdsunionen IUCN kategoriserar därför arten som livskraftig (LC). Världspopulationen har inte uppskattats men den beskrivs som fåtalig till ovanlig.

## Namn
Miombo är swahili för trädsläktet Brachystegia som omfattar ett stort antal arter, vilka bildar en öppen skog eller ett savannlandskap i södra Centralafrika. Miombo är också en beteckning för denna vegetationstyp som dominerar inom stora delar av området.
Hyliota kommer från grekiskans ὑλειωτης, huleiōtēs, som betyder "skogsbrukare" och är ett annat namn för skogsguden Pan.